# CBTC
CBTC（英語: Communications-Based Train Control）は、列車と地上設備の間での通信を使って列車の運行と制御を行う信号保安技術である。従来型の信号システムに比べて、CBTCでは列車のより正確な位置を利用して制御を行うことができる。これにより、従来より安全かつ効率的な列車の運行を実現することができる。都市鉄道でもその他の鉄道でも、安全性を維持あるいは向上させながら、運転時隔を短縮することができる。
IEEE 1474の標準では、CBTCは「軌道回路によらない高精度列車位置検知技術・連続大容量の双方向車上-地上間データ通信・自動列車保安装置および、場合によっては自動列車運転装置とにより、運行管理の機能を実現できる、それらの車上および地上装置を利用した、連続的な自動列車制御システム」と定義されている。

## 背景と発祥
都市が発展し人口が増大すると、大量輸送公共交通機関の需要が高まり、信号システムも安全を維持しながら列車本数の増加に対応する必要がでてきた。結果として鉄道事業者は、線路容量を最大化することを考えるようになった。CBTCの主な目的は、路線を走行している列車の時間間隔（運転時隔）を短縮して、安全を守りながら輸送容量を増大させることにある。
従来型の信号システムでは、「閉塞区間」と呼ばれる線路を固定した区間に区切って検知した列車の位置に基づいて動作している。各閉塞区間には信号機が設置されており、すでに列車が在線している閉塞区間に次の列車が入るのを防ぐ仕組みとなっている。各閉塞区間は地上設備によって固定されているため、こうした方式は固定閉塞方式と呼ばれている。
従来型の固定閉塞システムと異なり、CBTCでは新しい移動閉塞システムを採用しており、各列車の防護区間は地上設備で固定されていない（ただし仮想軌道回路方式では、運行上は移動閉塞のように見えるが、依然として固定閉塞区間の制約がある）。また、列車は自分の正確な位置を、誘導ループや無線通信などの双方向通信により地上設備に常時送信している。
1990年代にデジタル無線通信の技術が実用化され、地上と車上の間での通信の実用的な手段として、それまで使われていた誘導ループに基づく通信技術に比べて容量を増大し費用を削減することを主な理由として、アメリカ合衆国でもヨーロッパでも信号システムメーカーが無線通信を使う研究を始めた。このようにしてCBTCのシステムが発展することになった。

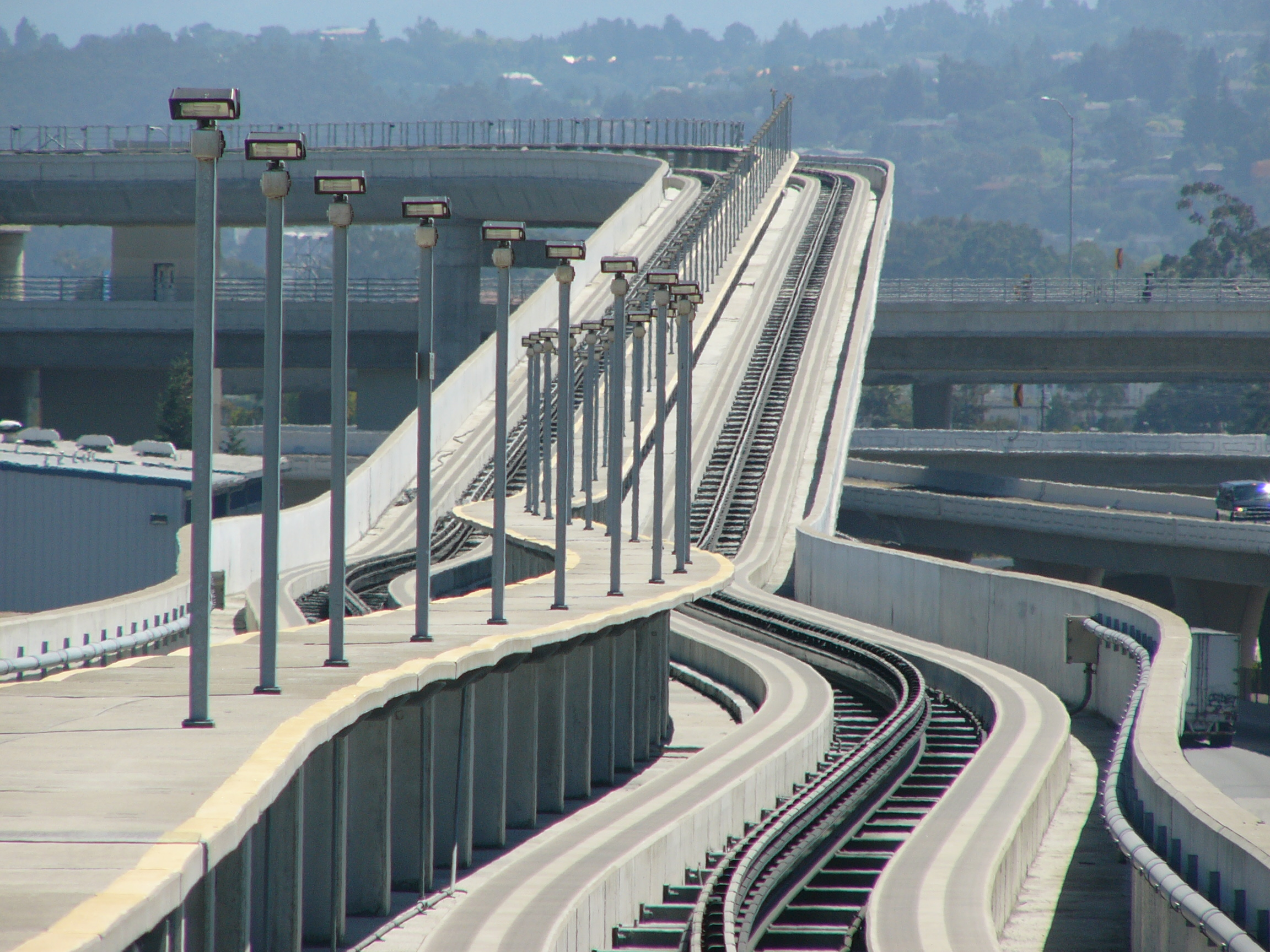
サンフランシスコ国際空港のエアトレインは、世界で最初の無線通信を利用したCBTCの導入例である

結果として、ボンバルディア・トランスポーテーションがサンフランシスコ国際空港の新交通システムであるエアトレインを、2003年2月に世界で最初の無線通信利用のCBTCシステム導入路線として開業させた。それからしばらくして、2003年6月にアルストムがシンガポールのMRT北東線に無線通信技術を適用した。これ以前に、CBTCはアルカテル（後のタレス）が1980年代半ばにボンバルディアのカナダにおける新交通システム向けに開発していた、誘導ループ式のシステムに起源がある。こうしたシステムはTBTC (Transmission-Based Train Control) とも呼ばれ、軌道回路ではなく誘導ループによる通信技術を地上と車上の間での通信に用いていた。この技術は地上と車上の通信に30 - 60キロヘルツの周波数を使っており、設置や保守、あるいは電磁両立性の問題がありながらも、都市鉄道事業者に使われるようになっていた。
新技術の導入時にはつきものであるが、当初は主に互換性や相互運用性の観点から問題が発生していた。しかし、以降は関連する事項について改良が行われ、無線通信技術の信頼性は大きく改善されている。
無線通信技術を用いたすべてのシステムがCBTCであるというわけではないことは重要である。この記事では、明確さと事業者の要求に対応した最新技術について説明するために、無線通信技術を利用した最新の移動閉塞（真の移動閉塞と仮想閉塞の両方、軌道回路による位置検知ではないもの）に基づいたシステムのみを説明する。

## 主な機能

### 移動閉塞
CBTCシステムは、主に都市鉄道（ライトレールを含む）や新交通システムで用いられる、現代的な鉄道信号システムである。幹線鉄道向けには、同様のシステムとしてERTMSレベル3（まだ完全に定義されていない）がある。
CBTCでは、列車は常に自分の状態を計算し、無線を通じて線路に設置された設備と通信を行う。送信される状態情報としては、列車の正確な位置、速度、進行方向、ブレーキ距離といったものがある。こうした情報により、列車が線路上に占めている範囲を計算することができる。また、地上設備はこの情報に基づいて、同じ線路に在線している他の列車が決して越えて進んではならない限界点を計算することができる。この限界点は列車に送信され、これに基づいて列車は安全性と乗り心地の要求を満たしながら自動的かつ連続的に速度を調整する。これにより、列車は先行列車との距離の情報を連続的に受け取り、安全な列車間隔を適切に調整することができる。

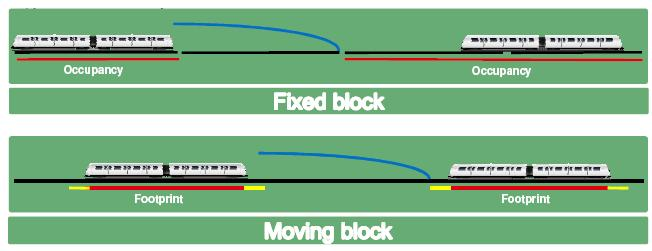
固定閉塞と移動閉塞での列車同士の安全距離の違い

信号システムの観点でみると、固定閉塞では、先行列車は在線する閉塞区間すべてを占有していることになる。これは、区間内のどこに列車が存在しているかを正確に知ることができなかったからである。このため、固定閉塞方式では、続行列車は先行列車が在線していない閉塞区間の境界までしか進むことができない。
一方、移動閉塞では、列車が自身の位置とその減速曲線を常時計算して地上装置に対して無線で報告する。このため地上装置は防護区間を計算し、もっとも列車に近い障害（この図でいえば先行列車の末尾）に停止限界点 (LMA: Limit of Movement Authority) を設定することができる。
列車の在線位置は計算により求めるため不確定性があるので、列車の長さに対して安全上の余裕を含める必要がある（図の中で黄色で示されている）。これを総称してフットプリント（足跡）と呼んでいる。この安全上の余裕は、列車が移動距離を計算する方法の精度に依存している。
移動閉塞に基づくCBTCを使えば、続行する列車の安全距離を短縮することができる。安全距離は列車が常時報告する位置・速度に従って、常に安全上の要求を満たしながら変化する。安全距離は常に必要最小限となり、固定閉塞の場合に比べて列車の運転間隔を短縮できるため、線路容量を増加させることができる。

### 自動化水準
現代のCBTCシステムでは、IEC 62290-1規格で定義・分類された複数の自動化水準 (GoA: Grade of Automation) に対応している。実際のところ、CBTCは運転士なしの自動運転を実現するうえで基本的な技術ではあるが、同義語というわけではない。
自動化水準では、装置による保護付きで運転士が手動運転するGoA 1（通常は装置故障時の対応モードとして使う）から、完全自動運転となるGoA 4（無人運転 UTO: Unattended Train Operation）までの範囲がある。中間の水準としては、準自動運転のGoA 2 (STO: Semi-automated Operation Mode)、運転士のいないGoA 3 (DTO: Driverless Train operation) がある。GoA 3では、運転席に運転士はいないが、車内に乗務して機器故障時の手動運転をしたり、非常時に旅客の誘導をしたりする乗務員がいる。GoAの水準が上がると、安全性・機能性・性能の面での高い水準が求められる。

### 主な用途

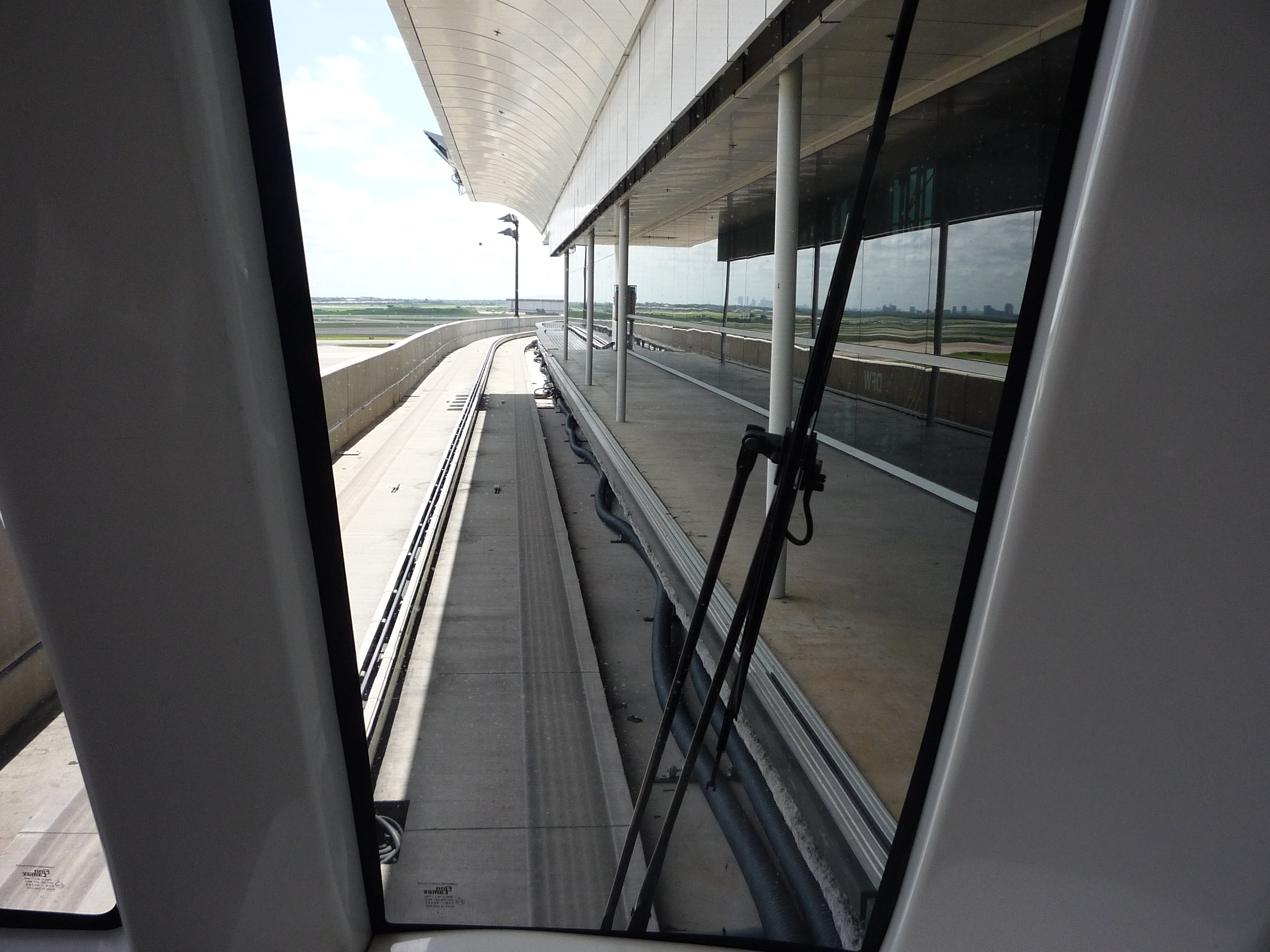
ダラス・フォートワース空港の無人新交通システムの車両、無線通信による移動閉塞CBTCシステムを搭載している

CBTCシステムにより、鉄道の地上設備を最適に使用して、安全上の要求を満たしながら列車の運転間隔を最短とすることで、設備容量が最大化できる。こうしたシステムは、新規に建設される輸送需要の多い都市鉄道に適しており、また既存路線において輸送力を改良するために導入することもできる。
当然ながら、既存の路線への導入においては、設計・設置・試験・運用開始の段階は非常に重要なものとなる。営業列車の運行を妨げずに新しい設備を導入しなければならないからである。

### 主な利点
技術の進歩と過去30年以上にわたる運行の経験により、現代のCBTCシステムは既存の列車制御システムに比べてより信頼でき、故障に強いものとなっている。CBTCでは一般に、従来よりも地上設備が少なくなっており、その診断・監視システムも改良されており、設置も保守も簡便なものとなっている。
CBTCの技術は、より簡素なシステム・単純なアーキテクチャとするため、最新の技術と部品を使用する方向に発展している。たとえば、現代のエレクトロニクス技術の発展により、1か所の故障で運行上の可用性が阻害されないように冗長性を持った構成を組むことができるようになっている。
さらにこうしたシステムでは、都市鉄道事業者が特別な輸送需要に素早く効果的に対応して、混雑の問題を解消できるように、列車ダイヤの設定に関して完全な柔軟性を提供する。自動運転システムでは、手動での運転に比べて大幅に時隔と輸送力を改善する可能性がある。
また、CBTCは従来の手動運転のシステムに比べて省エネルギーであることが示されていることも重要である。自動的に運転曲線を調整したり、実際の輸送需要に合わせて輸送力を調整したりする新しい機能により、大幅な消費エネルギー節約を実現できる。

### リスク
CBTCの主なリスクとしては、列車との通信がどれか1つでもつながらなくなると、通信問題が解決するまで、システム全体あるいは一部をフェイルセーフモードにしなければならなくなることがある。通信切断の深刻さの程度により、通信の再確立まで、列車の一時的な徐行や停止、あるいは機能制限モードでの運行といったフェイルセーフモードを使わなければならない。通信切断が長期間にわたる場合、固定閉塞を使った手動運転や、最悪の場合、バス代行などの代替輸送手段を用意するといった、緊急対応策を用意しなければならない。
このため、特に輸送力を増強するためにCBTCシステムを使うと考えるのであれば、適切な運行のためには高い可用性が重要である。そして運行の高い頑強性を実現するために、システムの冗長性と回復の仕組みを全体にわたって確認しなければならない。
CBTCのシステムの可用性を高めたうえで、システム運用者について回復手順を全般に訓練し、定期的に訓練をやり直す必要性を考えなければならない。実際のところ、CBTCの主な問題点としては、システムがダウンした際の回復手順に際して人間が誤りや不適切な対応を行ってしまう可能性があるという点にある。
通信障害は、機器の故障、電波障害、信号の強度不足、周波数帯の飽和といったものが原因となる。こうした場合、列車の状態を常時把握しておくことがCBTCの安全要求上重要であるため、通信障害があると列車が常用ブレーキあるいは非常ブレーキをかけることにつながり、もしこうした通信障害が頻繁に起きるならば、運行への影響は重大なものとなりうる。これが歴史的に、必要な無線通信の技術が重要な用途に利用できる程度に十分成熟したとされた2003年になって初めて、無線通信利用のCBTCが導入された理由である。
見通しが悪く、あるいは利用可能な周波数帯域に制限がある条件では、運用にあたって予想したより多くの送信機が必要になることがある。これは、既存の都市鉄道のトンネルにCBTCを適用する場合に特に問題になるもので、こうしたトンネルは最初からそうした無線通信に対応して設計されていないからである。トンネル内でのシステム可用性を改善する他の手段として、材料費も工事費も高くなるが、漏洩同軸ケーブルを採用することでより信頼性の高い通信を確保することができる。
無線通信を利用するCBTCでは、かなり大きな攻撃対象領域を持っており、通信ネットワークへの侵入や安全上重要な通信の改竄などの様々な攻撃のリスクがあり、最悪の場合安全上の問題を引き起こす。こうした攻撃問題に対しては、EN 50159-2標準に規定されているような防衛技術を用いることで緩和することができる。
ISMバンド（2.4ギガヘルツ帯または5.8ギガヘルツ帯）を使う通信が増加しつつあり、重要なCBTCの通信を妨げる可能性があることから、国際団体などから、都市鉄道向けの無線通信専用の周波数帯を確保するよう求める声が上がっている（たとえば、UITPの報告676号、「都市鉄道専用の安全上重要な目的に向けた周波数帯域の確保」）。こうした決定が行われれば、市場におけるCBTCシステムの標準化（多くの事業者が望んでいることである）や、安全上重要なシステムの可用性確保に貢献するであろう。
CBTCシステムは高い可用性を持っていることを求められるため、CBTCが一部あるいは全部使えなくなってしまった場合でもある程度の運行を確保できるようにする2次的な信号システムを持っていることがある。これは特に、線路の配置をCBTC向けに設計できなかったり、少なくとも一時的には旧信号システムとの共存が求められたりする、ブラウンフィールド (brownfield) と呼ばれる、既存の信号システムがある路線にCBTCを導入する場合に関連している。たとえば、ニューヨークのBMTカナーシー線では、CBTCで運行時には1時間に26本の運行ができるが、バックアップとして1時間に12本の列車の運行ができる自動閉塞式の信号システムを備えている。これは既存路線の信号システム更新においてはかなり一般的なやり方ではあるが、新線にCBTCを導入する場合にこうしたバックアップ信号システムを使うと、CBTCによるコスト削減をかなり無意味にしてしまうことになる。これはCBTCの発展においては鍵となり、依然として議論されているところであり、一部のメーカーや事業者はCBTCの完全な冗長性を持った構成だけでも高い可用度を達成できるかもしれないと主張している。
基本的に、CBTCでは保守性を改善し設置費用を削減するために、中央集中の運行管理システムを前提として設計されることがある。この場合、路線全体の運行停止につながるような事態が1か所の故障だけで発生してしまうリスクを抱えることになる。固定閉塞方式では、通常はこうした問題により強い、分散した処理方式で動作する。このため、システム設計に際しては、所定のCBTCの構成（集中か分散か）の利点と欠点について十分分析する必要がある。
それ以前に、運行指令員が視認に頼って完全な手動の運行管理を行っていた路線にCBTCを導入した場合、実際には安全の向上と引き換えに運行容量が減ってしまう結果となることがある。これはCBTCでは、人間の視認に頼った場合に比べて列車位置認識の正確性に劣っており、また非常ブレーキや常用ブレーキの減速度などの設定において最悪の場合を想定した値を使って、誤差に備えたより大きな余裕を持たせるからである。たとえば、南東ペンシルベニア交通局地下-地上トロリー線にCBTCを導入した際には、保安装置のない手動運転の頃に比べて、当初は所要時間が延び、線路容量が減少していた。これは、手動運転では排除できない車両同士の衝突を完全に撲滅する代償であり、運行と安全の間にいつも見られる相反を示した例となった。

## 構成

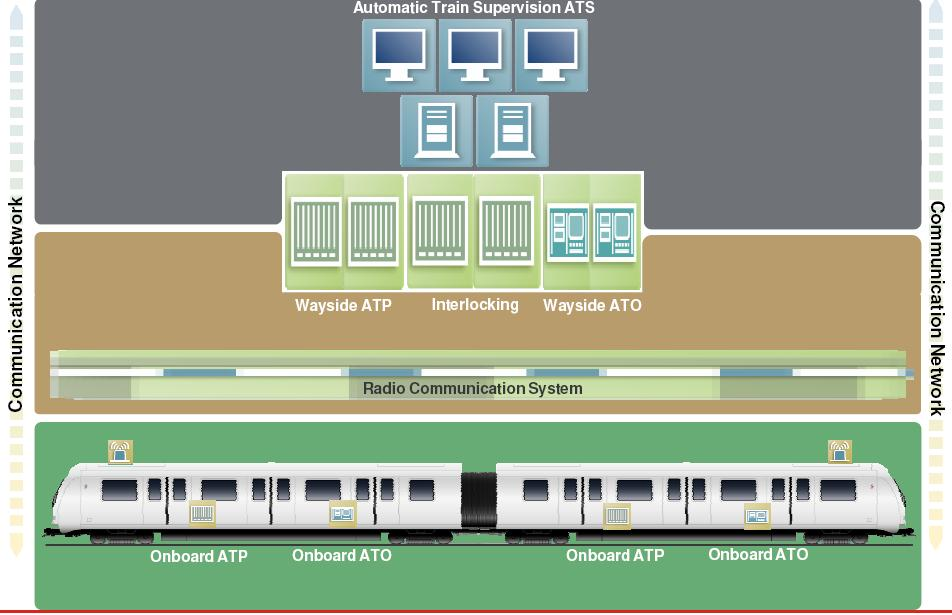
典型的な無線式CBTCの構成、供給業者によって技術的な構成は異なることがある

現代のCBTCシステムの典型的な構成では、主に以下のようなサブシステムを持っている。

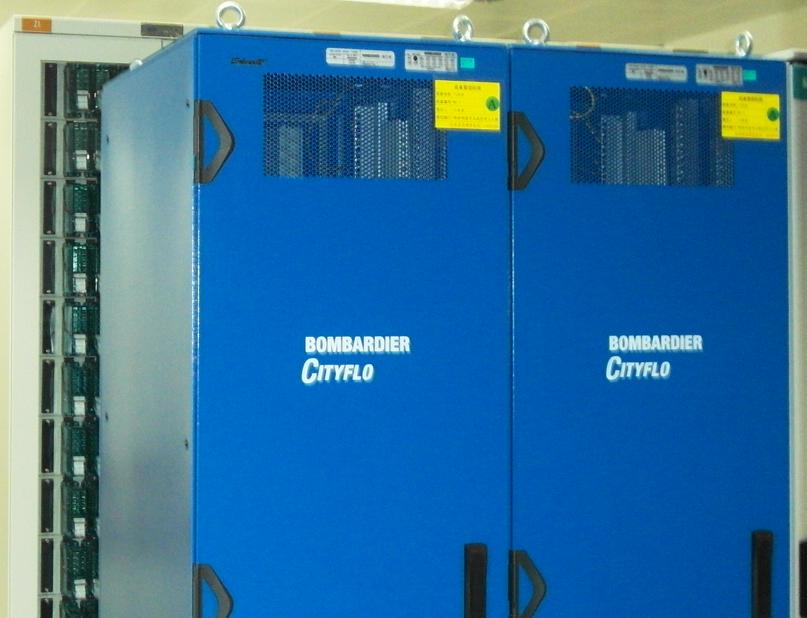
CBTCにおけるATC地上設備

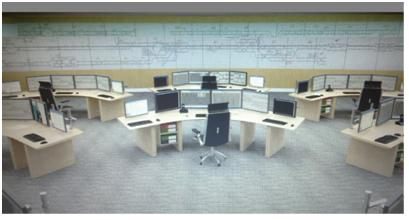
CBTCを導入した運行管理システム

地上設備
連動装置と、路線の各ゾーンを制御するサブシステム（典型的には、地上側における自動列車保安装置と自動列車運転装置の機能を有する）。供給業者により、構成は中央集中型と分散型がある。システムの制御は中央の運行管理システムから行われるが、故障時の対応として各サブシステムからの制御も可能になっている場合がある。
CBTC車上設備
車上に搭載された自動列車保安装置および自動列車運転装置の設備。
地車間通信設備
現状では無線通信設備である。
CBTCの構成は常に供給業者および技術的手段によって変わるとはいえ、典型的な構成では以下のような論理的な装置を含むことになる。
車上保安装置
安全上の停止限界に基づいて連続的に列車の速度を制御し、必要であればブレーキを掛ける。安全運行に必要な情報（列車速度とブレーキ距離を送信し、安全に運行するための停止限界の情報を受け取る）をやりとりするために、地上保安装置との通信も行う。
車上自動列車運転装置
保安装置が定める限界の中で列車を走らせるように、自動的に推進とブレーキを制御する。運転士の補助をすることもあれば、完全自動モードでは運行上の目標と乗客の快適性を満足させながら列車を自動的に走らせることもある。駅間所要時間や省エネルギーなど、異なる運転戦略の選択を可能としていることもある。
地上保安装置
管理するゾーン内にいる列車とのすべての通信を管理する。これに加えて、管轄範囲内において列車が走行する際に守らなければならない停止限界の計算を行う。この計算は運行上の安全において致命的に重要である。
地上自動列車運転装置
各列車の行き先と運行上の目標を定める。地上の自動列車運転装置の機能では、管轄範囲内の各列車の行先や駅ごとの停車時間など各種のデータを設定する。これに加えて、補助的で安全に直接関係しない、警報や事件に関する通信と管理や、駅の通過/抑止の制御などの取り扱いをする。
通信システム
CBTCのシステムには、アンテナや漏洩同軸ケーブルを使って地上と列車の間でのデジタル無線ネットワークを有する。Wi-Fiと同じ、2.4 GHz帯の通信が一般的に使われるが、アメリカ合衆国においては900 MHz、あるいは5.8 GHz、そのほか免許波などが使われることもある。
運行管理システム
ほとんどのCBTCにおいて運行管理システムも統合されている。運行指令員とシステムのインターフェースとして働く役割を持ち、指定された運行計画の範囲内で列車を運行するように管理する。警報や事件の管理や外部システムとのインターフェースとしての機能もある。
連動装置
連動装置が独立したサブシステムとして必要な場合（故障時への対応など）、分岐器や信号機や関連する地上側の設備の管理を行う。より単純な路線の場合、連動装置の機能は地上側の保安装置に統合されていることがある。

## プロジェクト
2012年10月時点では下の図に示すように、多くの目的にCBTCが導入されて成功を収めている。短い路線で非常に少ない車両数で運行モードも少ない、サンフランシスコ国際空港のエアトレインやワシントン・ダレス国際空港のエアロトレインのような空港内の新交通システムに適用されたものから、マドリード地下鉄の1号線・6号線や深圳地下鉄3号線、パリメトロ・ニューヨーク市地下鉄、北京地下鉄の一部の路線、ロンドン地下鉄の半地表式路線など、毎日100万人以上を輸送し100本以上の列車が走る既存の鉄道網に導入されたものまである。

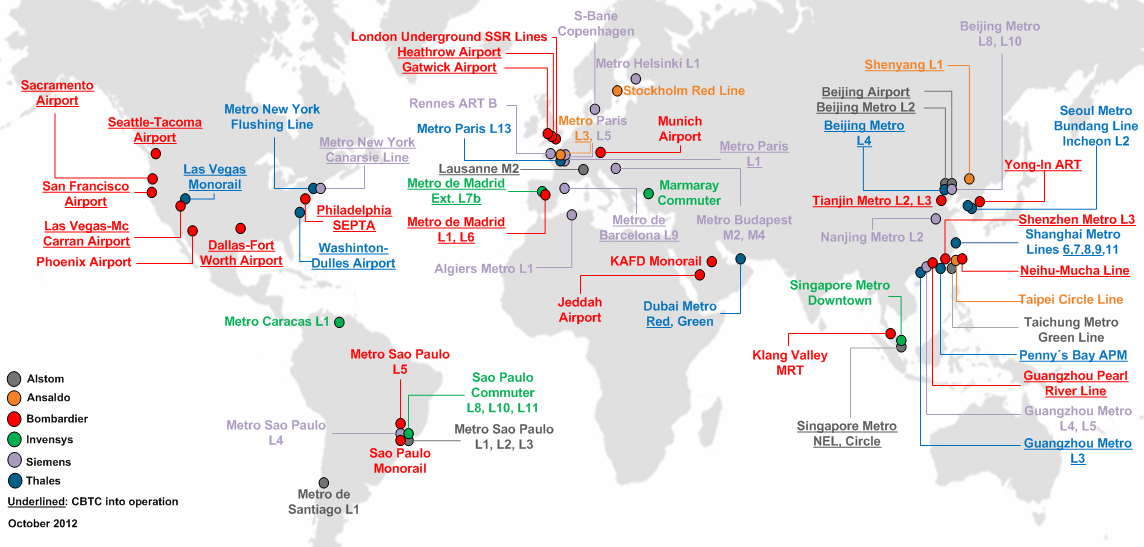
世界中で展開されている無線式移動閉塞のCBTCプロジェクト。納入業者によって色分けされている。下線が引かれているものは既にCBTCでの営業が始まっている。無線通信式で移動閉塞のもののみを示している

すべてを列挙するのは難しいが、以下の表に世界中で導入されている主な無線式CBTCのシステムを、導入途中のものを含めてまとめる。この表では、既存の路線にCBTCを導入した（ブラウンフィールド）ものを既存線、完全に新しい路線に導入した（グリーンフィールド）ものを新線としている。
通信手段として誘導ループ線を使ったTBTCと呼ばれているシステムは、次第に使われなくなってきている。このため、この表に示したプロジェクトはすべて、無線通信式でかつ移動閉塞のシステムである。

### 一覧
| 場所                                     | 路線                                                                    | 供給業者                   | システム名                                      | 運用開始年                          | 路線長     | 列車数 | 新線/既存線   | 自動化程度 | 備考                                |
| ---------------------------------------- | ----------------------------------------------------------------------- | -------------------------- | ----------------------------------------------- | ----------------------------------- | ---------- | ------ | ------------- | ---------- | ----------------------------------- |
| サンフランシスコ国際空港                 | エアトレイン                                                            | ボンバルディア             | CITYFLO 650                                     | 2003年                              | 5          | 38     | 新線          | UTO        |                                     |
| シンガポールMRT                          | 北東線                                                                  | アルストム                 | Urbalis                                         | 2003年                              | 20         | 40     | 新線          | UTO        |                                     |
| シアトル・タコマ国際空港                 | サテライト・トランジット・システム                                      | ボンバルディア             | CITYFLO 650                                     | 2003年                              | 3          | 22     | 既存線        | UTO        |                                     |
| ラスベガス・バレー                       | ラスベガスモノレール                                                    | タレス                     | SelTrac                                         | 2004年                              | 6          | 36     | 新線          | UTO        |                                     |
| 武漢地下鉄                               | 1号線                                                                   | タレス                     | SelTrac                                         | 2004年                              | 27         | 32     | 新線          | STO        |                                     |
| ダラス・フォートワース国際空港           | DFWスカイリンク                                                         | ボンバルディア             | CITYFLO 650                                     | 2005年                              | 10         | 64     | 新線          | UTO        |                                     |
| イスタンブール地下鉄                     | M4線                                                                    | タレス                     | SelTrac                                         | 2012年                              | 21.7       |        | 新線          |            |                                     |
| 香港MTR                                  | 屯馬線                                                                  | タレス                     | SelTrac                                         | 2005年                              | 3          | 3      | 既存線/新線   | STO        |                                     |
| ローザンヌ地下鉄                         | 2号線                                                                   | アルストム                 | Urbalis                                         | 2008年                              | 6          | 17     | 新線          | UTO        |                                     |
| 北京地下鉄                               | 1号線、2号線、6号線、9号線、房山線、首都機場線                          | アルストム                 | Urbalis                                         | 2008年-2015年                       | 159        | 240    | 既存線/新線   | STO / DTO  |                                     |
| マドリード地下鉄                         | 1号線、6号線                                                            | ボンバルディア             | CITYFLO 650                                     | 2008年                              | 48         | 143    | 既存線        | STO        |                                     |
| マッカラン国際空港                       | マッカラン国際空港全自動ピープル・ムーバー                              | ボンバルディア             | CITYFLO 650                                     | 2008年                              | 2          | 10     | 既存線        | UTO        |                                     |
| ロンドン・ヒースロー空港                 | ヒースローAPM                                                           | ボンバルディア             | CITYFLO 650                                     | 2008年                              | 1          | 9      | 新線          | UTO        |                                     |
| バルセロナ地下鉄                         | バルセロナ地下鉄9号線                                                   | シーメンス                 | Trainguard MT CBTC                              | 2009年                              | 46         | 50     | 新線          | UTO        |                                     |
| ニューヨーク市地下鉄                     | INDカルバー線（試験線）                                                 | タレス & シーメンス        | Various                                         | 2012年                              |            |        | 新線          |            |                                     |
| ニューヨーク市地下鉄                     | BMTカナーシー線                                                         | シーメンス                 | Trainguard MT CBTC                              | 2009年                              | 17         | 69     | 既存線        | STO        |                                     |
| ワシントン・ダレス国際空港               | エアロトレイン                                                          | タレス                     | SelTrac                                         | 2009年                              | 8          | 29     | 新線          | UTO        |                                     |
| デトロイト                               | デトロイトピープルムーバー                                              | タレス                     | SelTrac                                         | 1987年                              | 4.7        | 12     | 既存線        | UTO        |                                     |
| 北京地下鉄                               | 4号線                                                                   | タレス                     | SelTrac                                         | 2009年                              | 29         | 40     | 新線          | STO        |                                     |
| 上海軌道交通                             | 6号線、7号線、8号線、9号線、11号線                                      | タレス                     | SelTrac                                         | 2009年                              | 238        | 267    | 新線 / 既存線 | STO        |                                     |
| 台北捷運                                 | 内湖線                                                                  | ボンバルディア             | CITYFLO 650                                     | 2009年                              | 26         | 76     | 新線 / 既存線 | UTO        |                                     |
| ミラノ地下鉄                             | M1線                                                                    | アルストム                 | Urbalis                                         | 2010年                              | 27         | 68     | 既存線        | STO        |                                     |
| 深圳地下鉄                               | 2号線、5号線                                                            | アルストム                 | Urbalis                                         | 2010年 - 2011年                     | 76         | 65     | 新線          | STO        |                                     |
| 深圳地下鉄                               | 9号線                                                                   | タレス SAIC トランスポート | SelTrac                                         | 2014年                              | 25.38      |        | 新線          |            |                                     |
| フィラデルフィア                         | 南東ペンシルベニア交通局ライトレール                                    | ボンバルディア             | CITYFLO 650                                     | 2010年                              | 8          | 115    |               | STO        |                                     |
| 上海軌道交通                             | 10号線、12号線、13号線、16号線                                          | アルストム                 | Urbalis                                         | 2010年 - 2013年                     | 108        | 152    | 新線          | UTO / STO  |                                     |
| 北京地下鉄                               | 大興線                                                                  | タレス                     | SelTrac                                         | 2010年                              | 22         |        | 新線          | STO        |                                     |
| 広州地下鉄                               | 珠江新城新交通システム線                                                | ボンバルディア             | CITYFLO 650                                     | 2010年                              | 4          | 19     | 新線          | DTO        |                                     |
| 広州地下鉄                               | 3号線                                                                   | タレス                     | SelTrac                                         | 2010年                              | 67         | 40     | 新線          | DTO        |                                     |
| ロンドン地下鉄                           | ジュビリー線                                                            | タレス                     | SelTrac                                         | 2010年                              | 37         | 63     | 既存線        | STO        |                                     |
| ロンドン地下鉄                           | ノーザン線                                                              | タレス                     | SelTrac                                         | 2014年                              | 58         | 106    | 既存線        | STO        |                                     |
| ロンドン・ガトウィック空港               | ガトウィック空港トランジット                                            | ボンバルディア             | CITYFLO 650                                     | 2010年                              | 1          | 6      | 既存線        | UTO        |                                     |
| パリメトロ                               | 3号線, 5号線, 6号線, 9号線, 10号線, 11号線, 12号線                      | アンサルドSTS / シーメンス | 初めに(Inside RATP's Ouragan project)現在 OCTYS | 2010年、2013年,2022年(6号線,11号線) | 98.8       | 333    | 既存線        | STO        |                                     |
| 龍仁市                                   | 龍仁軽電鉄                                                              | ボンバルディア             | CITYFLO 650                                     | 2013年                              | 19         | 30     |               | UTO        |                                     |
| 深圳地下鉄                               | 3号線                                                                   | ボンバルディア             | CITYFLO 650                                     | 2011年                              | 42         | 43     |               | STO        |                                     |
| マドリード地下鉄                         | 7号線延伸区間                                                           | インベンシス               | Sirius                                          | 2011年                              | 9          | ?      | 既存線        | STO        |                                     |
| ドバイメトロ                             | レッドライン、グリーンライン                                            | タレス                     | SelTrac                                         | 2011年                              | 70         | 85     | 新線          | UTO        |                                     |
| 釜山広域市/金海市                        | 釜山-金海軽電鉄                                                         | タレス                     | SelTrac                                         | 2011年                              | 23.5       | 25     | 新線          | UTO        |                                     |
| 瀋陽地下鉄                               | 1号線                                                                   | アンサルドSTS              | CBTC                                            | 2011年                              | 27         | 23     | 新線          | STO        |                                     |
| サクラメント国際空港                     | SMF全自動ピープル・ムーバー                                             | ボンバルディア             | CITYFLO 650                                     | 2011年                              | 1          | 2      | 新線          | UTO        |                                     |
| パリメトロ                               | 1号線,4号線,14号線                                                      | シーメンス                 | Trainguard MT CBTC (SAET)                       | 1997年, 2011年, 2020年              | 58.8       | 149    | 新線 / 既存線 | DTO        |                                     |
| 天津地下鉄                               | 2号線、3号線                                                            | ボンバルディア             | CITYFLO 650                                     | 2012年                              | 52         | 40     |               | STO        |                                     |
| シンガポールMRT                          | MRT環状線                                                               | アルストム                 | Urbalis                                         | 2009年                              | 35         | 46     | 新線          | UTO        |                                     |
| メキシコシティ地下鉄                     | 12号線                                                                  | アルストム                 | Urbalis                                         | 2012年                              | 25         | 30     | 新線          | STO        |                                     |
| 広州地下鉄                               | 6号線                                                                   | アルストム                 | Urbalis                                         | 2012年                              | 24         | 27     |               | ATO        |                                     |
| サンティアゴ地下鉄                       | 1号線                                                                   | アルストム                 | Urbalis                                         | 2012年                              | 20         | 42     | 新線 / 既存線 | DTO        |                                     |
| サンパウロ地下鉄                         | 1号線、2号線、3号線                                                     | アルストム                 | Urbalis                                         | 2012年                              | 62         | 142    | 新線 / 既存線 | UTO        | 2号線の一部のみがCBTC運行中         |
| アルジェ地下鉄                           | 1号線                                                                   | シーメンス                 | Trainguard MT CBTC                              | 2012年                              | 9          | 14     | 新線          | STO        |                                     |
| フェニックス・スカイハーバー国際空港     | PHXスカイトレイン                                                       | ボンバルディア             | CITYFLO 650                                     | 2012年                              | 3          | 18     | 新線          | UTO        |                                     |
| リヤド・メトロ                           | KAFDモノレール                                                          | ボンバルディア             | CITYFLO 650                                     | 2012年                              | 4          | 12     | 新線          | UTO        |                                     |
| サンパウロ都市圏鉄道会社                 | 8号線、10号線、11号線                                                   | インベンシス               | Sirius                                          | 2012年                              | 107        | 136    | 既存線        | UTO        |                                     |
| ヘルシンキ地下鉄                         | 1号線                                                                   | シーメンス                 | Trainguard MT CBTC                              | 2014年                              | 35         | ?      | 新線 / 既存線 | STO        |                                     |
| 昆明軌道交通                             | 1号線、2号線                                                            | アルストム                 | Urbalis                                         | 2013年                              | 42         | 38     | 新線          |            |                                     |
| マラガ地下鉄                             | 1号線、2号線                                                            | アルストム                 | Urbalis                                         | 2013年                              | 17         | 15     | 新線          |            |                                     |
| 武漢地下鉄                               | 2号線、4号線                                                            | アルストム                 | Urbalis                                         | 2013年                              | 60         | 45     | 新線          | STO        |                                     |
| トロント市地下鉄                         | ヤング・ユニバーシティ線                                                | アルストム                 | Urbalis                                         | 2013年                              | 31         | 39     | 既存線        | STO        |                                     |
| パリメトロ                               | 13号線                                                                  | タレス                     | SelTrac (Ouragan)                               | 2013年                              | 23         | 66     | 既存線        | STO        |                                     |
| 北京地下鉄                               | 8号線、10号線                                                           | シーメンス                 | Trainguard MT CBTC                              | 2013年                              | 84         | 150    |               | STO        |                                     |
| 南京地下鉄                               | 2号線、3号線、10号線、12号線                                            | シーメンス                 | Trainguard MT CBTC                              | 2010 - 2015年                       | 137        | 140    | 新線          |            |                                     |
| カラカス地下鉄                           | 1号線                                                                   | インベンシス               | Sirius                                          | 2013年                              | 21         | ?      | 既存線        |            |                                     |
| エドモントンLRT                          | キャピタル線、メトロ線                                                  | タレス                     | SelTrac                                         | 2014年                              | 24（複線） | 94     | 既存線        | DTO        |                                     |
| マサチューセッツ湾交通局                 | マタパン線                                                              | Argenia                    | SafeNet CBTC                                    | 2014年                              | 6          | 12     | 新線          | STO        |                                     |
| サンパウロ地下鉄                         | 15号線                                                                  | ボンバルディア             | CITYFLO 650                                     | 2014年                              | 25         | 54     | 新線          | UTO        | 2駅のみ                             |
| ストックホルム地下鉄                     | 赤線                                                                    | アンサルドSTS              | CBTC                                            | 2014年                              | 41         | 30     | 既存線        | STO→UTO    |                                     |
| ネオトランス（ソウル特別市）             | 新盆唐線                                                                | タレス                     | SelTrac                                         | 2014年                              | 30.5       | 12     | 新線          | UTO        |                                     |
| キング・アブドゥルアズィーズ国際空港     | キング・アブドゥルアズィーズAPM                                         | ボンバルディア             | CITYFLO 650                                     | 2014年                              | 2          | 6      | 新線          | UTO        |                                     |
| ドバイメトロ                             | ドバイトラム                                                            | アルストム                 | Urbalis                                         | 2014年                              | 10         | 11     | 新線          | STO        |                                     |
| 寧波軌道交通                             | 1号線                                                                   | アルストム                 | Urbalis                                         | 2014年                              | 21         | 22     | 新線          |            |                                     |
| パナマメトロ                             | 1号線                                                                   | アルストム                 | Urbalis                                         | 2014年                              | 13.7       | 17     | 新線          |            |                                     |
| 仁川都市鉄道                             | 2号線                                                                   | タレス                     | SelTrac                                         | 2014年                              | 29         | 37     | 新線          | UTO        |                                     |
| 香港国際空港                             | 香港国際空港新交通システム                                              | タレス                     | SelTrac                                         | 2014年                              | 4          | 14     | 既存線        | UTO        |                                     |
| 南京地下鉄                               | S1号線                                                                  | タレス                     | SelTrac                                         | 2014年                              | 36         | 15     | 新線          | STO        |                                     |
| ミュンヘン空港                           | ミュンヘン空港ターミナル2APM                                            | ボンバルディア             | CITYFLO 650                                     | 2014年                              | 1          | 12     | 新線          | UTO        |                                     |
| 無錫地下鉄                               | 1号線、2号線                                                            | アルストム                 | Urbalis                                         | 2015年                              | 58         | 46     | 新線          | STO        |                                     |
| アムステルダムメトロ                     | 50系統、51系統、52系統、53系統、54系統                                  | アルストム                 | Urbalis                                         | 2015年                              | 62         | 85     | 新線 / 既存線 |            |                                     |
| サンパウロ地下鉄                         | 5号線                                                                   | ボンバルディア             | CITYFLO 650                                     | 2015年                              | 20         | 34     | 既存線 & 新線 | UTO        | 運用開始前                          |
| サンパウロ地下鉄                         | 17号線                                                                  | タレス                     | SelTrac                                         | 2015年                              | 17.7       | 24     | 新線          | UTO        | 建設中                              |
| ニューヨーク市地下鉄                     | IRTフラッシング線                                                       | タレス                     | SelTrac                                         | 2015年                              | 17         | 46     | 既存線 / 新線 | STO        |                                     |
| シンガポールMRT                          | MRT南北線                                                               | タレス                     | SelTrac                                         | 2015年                              | 57         | 87     | 既存線        | UTO        |                                     |
| デリー・メトロ                           | ピンクライン                                                            | ボンバルディア             | CITYFLO 650                                     | 2015年                              | 55         |        |               |            |                                     |
| ウォルト・ディズニー・ワールド・リゾート | ディズニーワールドモノレール                                            | タレス                     | SelTrac                                         | 2016年                              | 22         | 15     | 既存線        | UTO        |                                     |
| ラピドKL（クアラルンプール）             | アンパン線                                                              | タレス                     | SelTrac                                         | 2016年                              | 35         | 20     | 既存線        | UTO        |                                     |
| ハイデラバード・メトロ                   | 1号線、2号線、3号線                                                     | タレス                     | SelTrac                                         | 2016年                              | 72         | 57     | 新線          | STO        |                                     |
| シンガポールMRT                          | MRTダウンタウン線                                                       | インベンシス               | Sirius                                          | 2016年                              | 40         | 73     | 新線          | UTO        |                                     |
| 香港MTR                                  | 南港島線                                                                | アルストム                 | Urbalis                                         | 2017年                              | 7          | 10     | 新線          | UTO        |                                     |
| リールメトロ                             | リールメトロ1号線                                                       | アルストム                 | Urbalis                                         | 2017年                              | 15         | 27     | 既存線        | UTO        |                                     |
| 台北捷運                                 | 環状線                                                                  | アンサルドSTS              | CBTC                                            | 2020年                              | 15         | 17     | 新線          | UTO        |                                     |
| 台中捷運                                 | 緑線                                                                    | アルストム                 | Urbalis                                         | 2020年                              | 18         | 29     | 新線          | UTO        |                                     |
| クアラルンプールMRT                      | クラング・バレー線                                                      | ボンバルディア             | CITYFLO 650                                     | 2017年                              | 51         | 74     | 新線          | UTO        |                                     |
| シンガポールMRT                          | MRT東西線                                                               | タレス                     | SelTrac                                         | 2017年                              | 57         | 87     | 既存線        | UTO        |                                     |
| ロンドン地下鉄                           | メトロポリタン線、ディストリクト線、サークル線、ハマースミス&シティー線 | タレス                     | SelTrac                                         | 2022年                              | 182        | 334    | 既存線        | STO        |                                     |
| レンヌ地下鉄                             | B線                                                                     | シーメンス                 | Trainguard MT CBTC                              | 2018年                              | 12         | 19     | 新線          | UTO        |                                     |
| S-Tog（コペンハーゲン）                  | 全線                                                                    | シーメンス                 | Trainguard MT CBTC                              | 2018年                              | 170        | 136    | 既存線        | STO        |                                     |
| オタワライトレール                       | コンフェデレーション線                                                  | タレス                     | SelTrac                                         | 2018年                              | 12.5       | 34     | 新線          | STO        |                                     |
| ブダペスト地下鉄                         | 2号線、4号線                                                            | シーメンス                 | Trainguard MT CBTC                              | 2013年 (M2) 2014年 (M4)             | 17         | 41     |               |            |                                     |
| 広州地下鉄                               | 4号線、5号線                                                            | シーメンス                 | Trainguard MT CBTC                              | ?                                   | 70         | ?      |               |            |                                     |
| サンパウロ地下鉄                         | 4号線                                                                   | シーメンス                 | Trainguard MT CBTC                              | ?                                   | 13         | 14     | 新線          | UTO        | 4駅建設中                           |
| マルマライ                               | 通勤路線                                                                | インベンシス               | Sirius                                          | ?                                   | 77         | ?      | 新線          | STO        |                                     |
| 重慶軌道交通                             | 1号線、6号線                                                            | シーメンス                 | Trainguard MT CBTC                              | 2011年 - 2012年                     | 94         | 80     | 新線          | STO        |                                     |
| 西安地下鉄                               | 1号線、2号線                                                            | シーメンス                 | Trainguard MT CBTC                              | 2013年 - 2014年                     | 52         | 80     | 新線          | STO        |                                     |
| JR東日本                                 | 常磐緩行線                                                              | タレス                     | SelTrac                                         | 2020年 白紙化                       | 30         | 70     | 既存線        | STO        | 代替にATACSの導入が検討されている。 |
| ブエノスアイレス地下鉄                   | C線                                                                     | シーメンス                 | Trainguard MT CBTC                              | 2016年                              | 4.3        | 18     | TBD           | TBD        |                                     |
| シドニー地下鉄                           |                                                                         | アルストム                 | Urbalis                                         | 2019年                              | 37         | 22     |               | UTO        |                                     |
| 東京地下鉄                               | 丸ノ内線                                                                | 三菱電機                   | 無線式列車制御システム                          | 2024年                              | 27         | 59     | 既存線        |            |                                     |
| 新北捷運                                 | 三鶯線                                                                  | 日立レールSTS              | CBTC                                            | 2024年                              | 14.29      | 29     | 新線          | UTO        | 建設中                              |
| 桃園捷運                                 | 緑線                                                                    | シーメンス                 | Trainguard MT CBTC                              | 2025年                              | 27.8       | 40     | 新線          | UTO        | 建設中                              |
| 台北捷運                                 | 萬大中和線                                                              | アルストム                 | Urbalis                                         | 2026年                              | 9.5        | 19     | 新線          | UTO        | 建設中                              |
| 西武鉄道                                 | 多摩川線                                                                | 日本信号                   | CBTC                                            | 2024年                              | 8.0        | 4      | 既存線        | STO        | 実証試験                            |
| 都営地下鉄                               | 大江戸線                                                                | 日本信号                   | CBTC                                            | 2027年度                            | 40.7       | 58     | 既存線        |            |                                     |